# Deutsches Sportecho
Die seit dem 5. Mai 1947 in der Sowjetischen Besatzungszone (SBZ) und später in der DDR erschienene Sportzeitung Deutsches Sportecho – Ausgabe A ISSN 0323-8628, Ausgabe B ISSN 0232-4814 – wurde herausgegeben vom Deutschen Turn- und Sportbund (DTSB).

## Historie
Sie hatte eine Auflage von 185.000 Exemplaren und erschien in unterschiedlicher Frequenz, zwischen ein- und sechsmal die Woche. Für lange Jahre war „montags bis freitags mit ausführlichem Fußballteil (insbes. in der Montagsausgabe)“ der Standard der Veröffentlichungen. Verleger war der Sportverlag Berlin. Neben dem Fußball wurde in der DDR-Tageszeitung vor allem über die besonders geförderten Sportarten wie Leichtathletik, Turnen oder Wintersport berichtet.
Das Straßenradrennen „Rund um Sebnitz“ wurde auch als „Großer Preis des Deutschen Sportechos“ ausgetragen.
1989 war die Zeitung Ausrichter des vor dem Ende der DDR nur einmal ausgetragenen Supercups im DDR-Fußball. Der DDR-Meister SG Dynamo Dresden verlor am 5. August in Cottbus gegen Pokalsieger BFC Dynamo mit 1:4.
Nach der Wiedervereinigung wurde sie vom Springer-Verlag und von der Sportverlag GmbH übernommen, musste aber 1991 nach rapide gesunkener Leserzahl eingestellt werden. Die letzte Ausgabe erschien am 3. April 1991.